# Романиха (заказник)
Романиха — ландшафтний заказник місцевого значення, розташований на півночі Полтавської області біля кордону з Сумською та Чернігівською областями. Заказник був створено Рішенням Полтавської облради від 23.03.2005. Територія заказника знаходиться в лісостепової природній зоні України, на сільськогосподарських землях на місці лугових степів.

## Опис

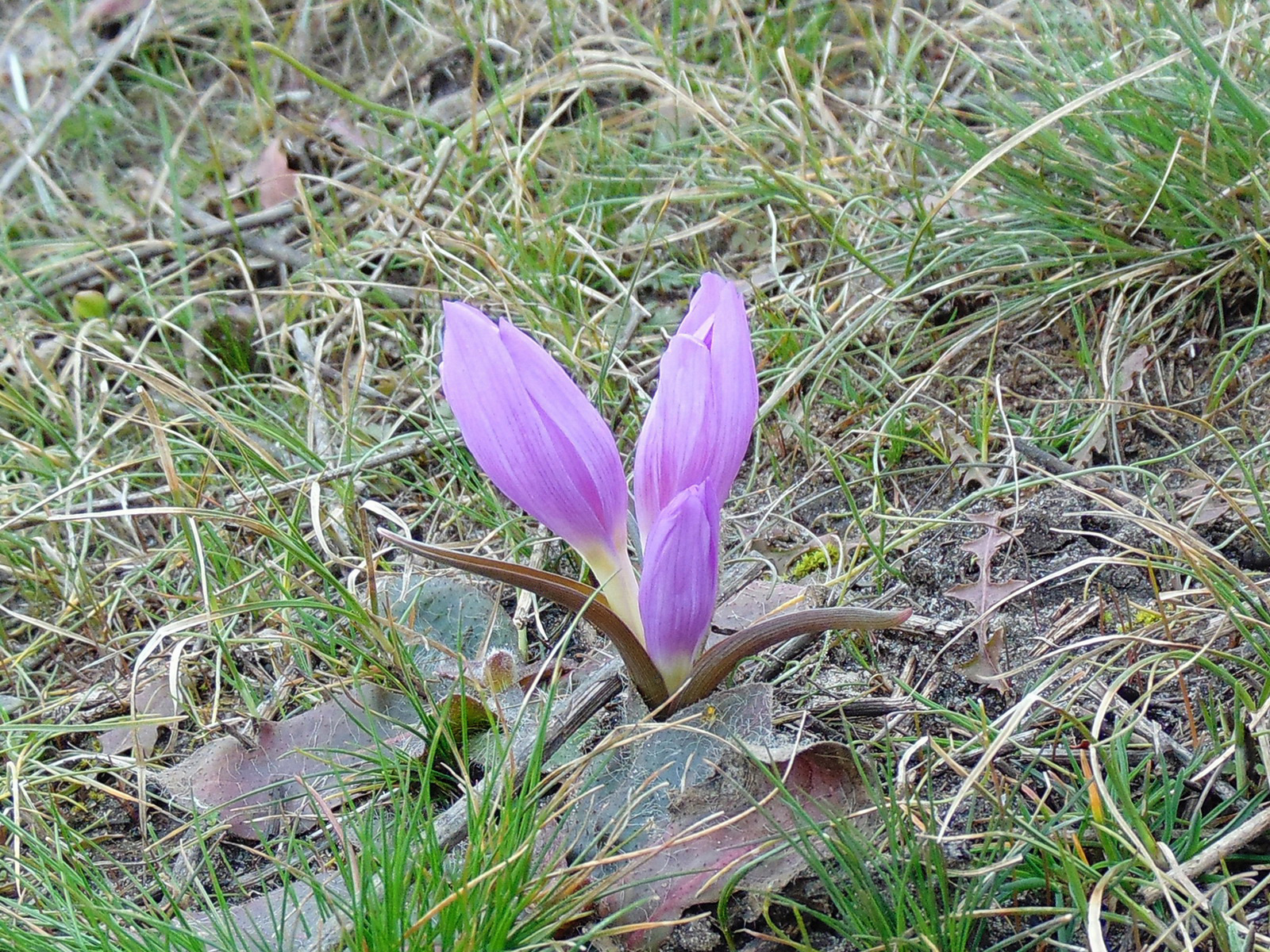
Брандушка різнобарвна

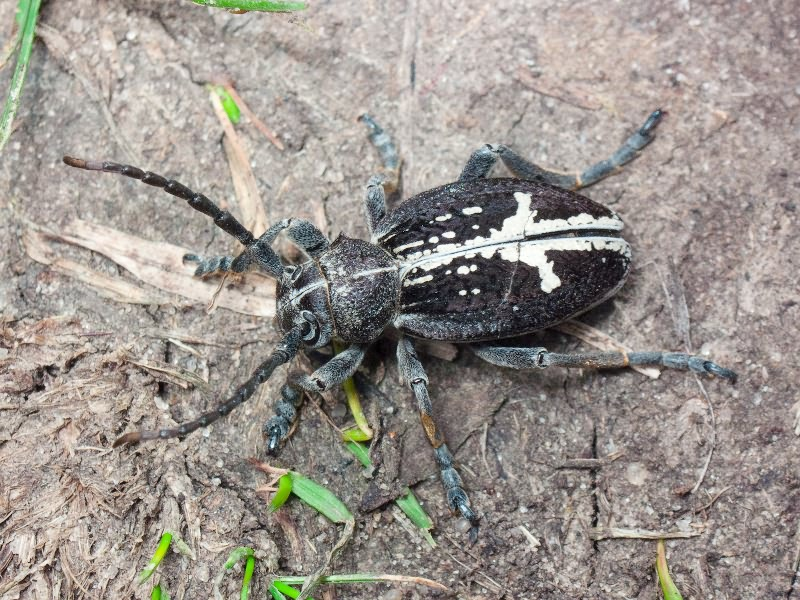
Вусач-коренеїд хрестоносець

Територія заказника розташована1800 м на північний схід від селища Романиха Миргородського району Полтавської області. Площа заказника становить 12,1 га. Ландшафтний заказник Романиха був створений для збереження екосистеми балки, на схилах якої існує лучно-степова рослинність із раритетним біорізноманіттям. В Полтавської області таких об'єктів охорони балкових лучних степів 15.
Балка Романиха є осередком збереження рідкісних видів рослин і тварин. Серед сільськогосподарських полів та луків на схилах балки збереглися різнотравний степ. Видовий склад трав'янистого покрову має лищицю волотисту, жовтець ілірійський, дзвоники болонські, гадючник звичайний, свербіжницю польову, шавлію лучну, вероніку сиву, молочай кипарисовий. Тут зростають лікарські рослини: звіробій звичайний, парило звичайне, буквиця лікарська, кропива дводомна, чебрець Маршалла. а межі балки сформована байрачна смуга з ліщини, клена татарського, бруслини тощо.
Охоронний вид, що росте в заказнику, — брандушка різнобарвна. Серед орнітофауни охороняється на державному рівні голуб-синяк. Червонокнижні тварини заказника: вусач земляний хрестоносець, мишівка лісова, вечірниця руда.
Заказник має цінне наукове значення як найпівнічніший в області природний комплекс схилів балки з лучним різнотравним степом.